# Château du Freudeneck
Le château de Freudeneck est un château médiéval situé sur la commune de Wangenbourg-Engenthal, dans le Bas-Rhin.

## Localisation
Le château de Freudeneck se situe dans le nord-est de la France, au cœur du massif des Vosges, dans la région Grand Est, plus précisément dans le département du Bas-Rhin (67). Administrativement, il est implanté sur le territoire de la commune de Wangenbourg-Engenthal, dans le secteur de l’ancienne Alsace.
Le site se trouve à l’ouest de Strasbourg, à environ 40 kilomètres à vol d’oiseau, et est niché au sein de la forêt domaniale de Wangenbourg, à proximité immédiate du col de la Schleif et du château de Wangenbourg, dont il est séparé par une courte marche forestière d’environ 20 minutes.
Le château est érigé sur un éperon gréseux isolé, à environ 470 mètres d'altitude, dominant le vallon encaissé du ruisseau de Sommerau, un affluent de la Mossig. Il est entouré d’une forêt dense de feuillus et de conifères, ce qui le rend peu visible depuis la vallée, mais offre une atmosphère mystérieuse et sauvage.
On y accède exclusivement à pied, principalement par un sentier de randonnée balisé (Club Vosgien – balisage rectangle rouge-blanc-rouge) au départ du parking forestier situé sur la D218 entre Wangenbourg et Obersteigen. L’itinéraire pédestre monte progressivement à travers la forêt et aboutit directement aux ruines du château, qui émergent de la végétation sur un promontoire rocheux naturel.
Coordonnées GPS précises :
Latitude : 48.60193 N
Longitude : 7.28706 E

## Historique
L'existence du château est attestée avant 1328, probablement en 1306. Sa première mention est établie dans le livre des fiefs de l'évêque Johann, évêque de Strasbourg entre 1306 et 1328. 
Au milieu du XIVe siècle, le château de Freudeneck et celui de Wagenbourg, sont la propriété des Wangen. Famille de petite noblesse mais néanmoins riche et puissante. En 1356, les trois frères Wangen donnent la moitié à Walter von der Dick, dont la famille a construit le château. Il s'agit d'une famille de haute noblesse, mais moins riche et puissante que les Wangen, les Dicke ont donc confié le château aux Wangen. Il s'agit d'ailleurs d'une famille qui va s'éteindre en 1386, faute d'héritiers. L'autre partie du château reste dans la famille, puisqu'elle est confiée au chevalier Hartung von Wangen, oncle des trois frères. 
L'héritier de ce chevalier a rendu le château en 1373 à Walter von der Dicke, qui lui-même l'a confié en fief au chevalier Bertold von Wildsberg. Les Wangen ont eux aussi, à ce moment, cédé les derniers droits qu'ils avaient sur le château. 
Les Wildsberg sont connus depuis 1236 et donnent leur nom au village de Vilsberg. Ils partagent le château avec les Hafner von Wasselnheim, connus depuis 1318, dont les possessions se limitent à Wasselonne et Westhoffen.  Ils mettent en place un document qui régit leur cohabitation, appelé une paix castrale.

## La famille des Wangen
À partir du XIVe siècle, les Wangen subissent un déclin. Ils n'ont plus de droit sur le château de Freudeneck, qui leur octroyait des fonds, et doivent partager les deux châteaux dans lesquels ils ont résidence : Wangen et Wagenbourg. Dans le deuxième, ils partagent le château avec l'Électeur palatin, qui contraint leur autonomie.

## Le siège
En 1408, Hans von Wildsberg, soutient l'évêque de Strasbourg contre le duc de Lorraine qui détruit en représailles son château de Steinbourg. Au même moment, le margrave de Bade, allié à Strasbourg est en guerre contre le duc d'Autriche. Hans von Wildsberg harcèle les Strasbourgeois depuis son château, pour appuyer le duc d'Autriche, ce qui engendre le siège du château, par les mercenaires payés par la ville. 
Les Strasbourgeois arrivent devant le château avec 50 lances de cavalerie, 24 fantassins, plus de 60 charpentiers et maçons, de l'artillerie et du matériel de siège. 
Hans von Wildsberg quitte le château, le laissant à deux hommes d'armes, quatre paysans et trois femmes.
Le château est pris d'assaut sans peine. 
Peu après, deux des frères de Hans prient le Magistrat de Strasbourg de leur rendre leurs biens, et en retour, ce dernier le fait détruire. 
Les autres propriétaires du château, les Hafner, réclament dédommagement en 1434 seulement, le Magistrat invoqua la prescription.

## Dernière reconstruction et abandon
Le château a rapidement été reconstruit, de matériaux réemployés et abandonné définitivement à la fin du XVe siècle. 
Il est vendu, ainsi que la forêt attenante, en 1529 pour 1800 florins, prix assez élevé pour l'époque, mais qui ne prouve pas qu'il était habitable. 
Les Bocks von Erlenburg tiennent tout le château, jusqu'à leur extinction en 1638.  
En 1579, le château apparait encore sur les dessins de Daniel Specklin, l'architecte de la ville de Strasbourg. Il a dû être abandonné à la fin du XVIe ou au début du XVIIe siècle.
Un chantier de restauration a démarré en 2004, entrepris par des bénévoles de l'association "Scoutisme, Nature et Patrimoine" et est toujours en cours en 2025.

## Description
Les archéologues ont découvert sur le site des fours à usage domestique.